# جوليانا دوقبادزي
جوليانا دوقبادزي هي ناشطة غينية الأصل في حقوق المرأة والحاصلة على جائزة ريبوك لحقوق الإنسان.

## نبذة
تعد جوليانا ضحية سابقة للعبودية الشعائرية والتي يطلق عليها في غانا باسم Trokosi وهي (ممارسات علمانية في غانا حيث ترسل الشابات للعمل القسري في مخيمات تروكوسي لمحو خطايا اقاربهن). وتقوم جوليانا الآن بإقامة حملات ضد هذه الممارسات الغير مقبولة لأي امراءة في العالم.
اُحتجزت جوليانا لمدة 17 عاما في مخيم التروسكي في غانا  و قد تم استغلالها هناك جسديا وعقليا وجنسيا حتى قررت الهروب  من المخيم في سن 23.
أسست جوليانا منظمة غير ربحية، اسمتها  احتياجات غانا الدولية، تعمل هذه المنظمة على إطلاق سراح ضحايا تروكوسي.

## سيرة شخصية
تخلى والدي جوليانا عنها في سن ال 7 لمخيم التروكوسي لدفع ثمن الخطايا التي ارتكبوها اسلافها. واخبروها أعضاء التروكوسي ان انضمامها اليهم سيكفر من الذنوب التي ارتكبوها عائلتها. فخدمت جوليانا في ظروف العبودية في تروكوسي بما يقارب 17  عاما. وعانت جوليانا من الجوع، والإرهاق، والضرب خلال خدمتها في تروكوسي ومُنعت من الذهاب إلى المدرسة. وعند بلوغها 12 عاما تعرضت للاغتصاب من قبل كاهن صنم، يبلغ من العمر 90 عامًا وكان والد طفلها الأول.
هربت جوليانا عند بلوغها سن 25، وبدأت حملة للقتال ضد التروسوكي، مما ادى إلى اشعال نقاش وطني حادفي غانا.
انشأت جوليانا منظمة دولية لاحتياجات غانا، التي بدورها حررت 1,000 امراة في ما يقارب 15 مخيم للتروكوسي، من ما لا يمكن بتسميته غير بالسجن البشري. وفي عام 1999 حصلت جوليانا على جائزة ريبوك لحقوق الإنسان.